# Manistusu
Manistusu az Akkád Birodalom harmadik királya volt, a birodalomalapító Sarrukín fia, Rímus fivére. A középső kronológia szerint kb. i. e. 2269 – i. e. 2255-ig uralkodott, miután fivérét egy palotaforradalomban megölték. Egy feliratában azt állítja, hogy az Alsó-tengeren (Perzsa-öböl) keresztül expedíciót vezetett egészen az ezüstbányákig, amelyeknek a helyét még nem azonosították, és hozott magával szoborkészítéshez való követ. Ez utóbbi minden bizonnyal fekete diorit lehetett Ománból.
Manistusu szobra Szúszából is előkerült, úgyhogy minden bizonnyal Elám az uralma alá tartozott, amit még előde, Rímus hódított meg. Assur és Ninive is a hatalma alá tartozott, ahol az Istár-templomot restauráltatta a későbbi asszír király, I. Samsi-Adad szerint, aki ott Manistusu szobrait megtalálta.
Manistusut fia, Narám-Szín követte a trónon, akinek uralkodása jelentette az Akkád Birodalom fénykorát.